# 1988年ソウルオリンピックのジャマイカ選手団
1988年ソウルオリンピックのジャマイカ選手団（1988ねんソウルオリンピックのジャマイカせんしゅだん）は、1988年9月17日から10月2日にかけて韓国のソウルで開催された1988年ソウルオリンピックのジャマイカ選手団、およびその競技結果。

## 概要
今大会は銀メダル2個、合計2個のメダルを獲得した。

## メダル
| メダル | 選手名                                                                          | 競技 | 種目             |
| ------ | ------------------------------------------------------------------------------- | ---- | ---------------- |
| 銀     | ハワード・デービス デヴォン・モリス ウィンスロップ・グラハム バート・キャメロン | 陸上 | 男子4×400mリレー |
| 銀     | グレース・ジャクソン                                                            | 陸上 | 女子200m         |